# HD 15253
HD 15253，又名BD+54 557，SAO 23369、HR 716，是一颗恒星，视星等为6.51，位于銀經136.55，銀緯-4.72，其B1900.0坐标为赤經2h 22m 22.4s，赤緯+55° -4.72′ 20″。